# Butte aux Cailles
Butte aux Cailles (česky Kopec křepelek) je kopec v Paříži, který dal své jméno zdejší historické čtvrti. Nachází se ve 13. obvodu na levém břehu řeky Seiny a zvedá se ode dna podzemní řeky Bièvre do výšky 63 metrů nad mořem. Nejvyšší bod tohoto návrší leží v ulici Rue de la Butte-aux-Cailles. Zástavba je tvořena malými, často dlážděnými ulicemi s převážně nízkými domy a četnými restauracemi a kavárnami. Je to ostrý kontrast s moderní zástavbou kolem nedalekého náměstí Place d'Italie.

## Historie
Až do 17. století to byl prakticky nedotčený zalesněný kopec. Jednou z prvních aktivit byla podzemní těžba vápence a také založení několika rybníků poblíž řeky Bièvre, které v létě sloužily k napájení dobytka a v zimě se zde těžil led. Ten se řezal do kvádrů a rozvážel po Paříži do vyzděných sklepů – ledáren (frz. glacière), kde byly uloženy během celého roku, aby chladily zásoby potravin. Dnes tuto činnost připomíná název ulice Rue de la Glacière. Výstavba městských hradeb v letech 1784–1787 izolovala kopec od Paříže a ten se stal součástí předměstí Ivry-sur-Seine. Teprve v roce 1860 bylo území připojeno k městu. Na kopci se kvůli starým podzemním kamenolomům nemohou stavět vysoké domy a tak si čtvrť udržela tradiční zástavbu. Tok řeky Bièvre nechala městská rada přeložit v letech 1828–1910 postupně do podzemního kanálu, takže se stala soužástí pařížských stok.
Kopec se ve dvou případech významně zapsal do historie:
- 21. listopadu 1783 na Butte aux Cailles přistáli Jean-François Pilâtre de Rozier a François Laurent d'Arlandes při svém prvním letu horkovzdušným balonem s posádkou. Balon vzlétl v Paříži od zámku Muette a uletěl vzdálenost 12 kilometrů. Snesl se na zem mezi dnešními ulicemi Rue Bobillot a Rue Vandrezanne.
- 24. května 1871 během Pařížské komuny zde odrazili komunardi útok vládního vojska. Události připomíná název náměstí Place de la Commune de Paris pojmenované v roce 2000 na křižovatce ulic Rue Buot a Rue de l'Esperance.